# Andrew Albicy
Andrew Albicy (* 21. März 1990 in Sèvres) ist ein französischer Basketballspieler.

## Laufbahn
Der aus einem Vorort von Paris stammende Albicy (seine Vorfahren kommen von der französischen Karibikinsel Insel Martinique) wurde beim Verein Paris Basket Racing ausgebildet, für dessen Herrenmannschaft er im Laufe der Saison 2006/07 erste Kurzeinsätze in der ersten französischen Liga erhielt.
Im Spieljahr 2011/12 wurde ihm als Mitglied der Mannschaft von Gravelines-Dunkerque die Auszeichnung des besten Verteidigers der ersten französischen Liga zuteil.
Bis 2016 spielte er in Frankreich und wagte dann den Sprung ins Ausland. Von 2016 bis 2019 spielte er für BC Andorra. Die Mannschaft aus dem Kleinstaat nimmt am Spielbetrieb der ersten spanischen Liga teil. Den besten Punkteschnitt seiner Zeit in Andorra verbuchte er 2017/18, als er in 33 Ligaeinsätzen 8,5 Zähler je Begegnung erzielte. Albicys Höchstwert bei der Vorbereitung von Korberfolgen wurde 2016/17 erreicht, als er pro Partie 6,1 Abschlüsse von Mannschaftskameraden einleitete.
Zur Saison 2019/20 wechselte er zum russischen Verein Zenit St. Petersburg. In 39 Spielen für St. Petersburg (russische Liga und Euroleague) kam er auf 6,5 Punkte je Begegnung, zudem bereitete er pro Partie durchschnittlich 3,6 Korberfolge seiner Nebenmänner vor. In der Sommerpause 2020 wurde die Trennung bekannt gegeben. Er setzte seine Laufbahn in Spanien (CB Gran Canaria) fort. Mit der Mannschaft gewann er 2023 den europäischen Vereinswettbewerb EuroCup. 2025 stand Albicy mit Gran Canaria im selben Wettbewerb erneut in den Endspielen, verlor aber gegen Hapoel Tel Aviv.

## Nationalmannschaft
Albicy bestritt in den Altersklassen U16, U18, U19 und U20 Länderspiele für sein Heimatland. Bei der U19-WM im Jahr 2009 war er mit 14,4 Punkten je Begegnung zweitbester Korbschütze der französischen Auswahl. 2010 wurde er als bester Spieler der U20-Europameisterschaft ausgezeichnet, nachdem er mit seiner Mannschaft den EM-Titel gewonnen und 12,3 Punkte sowie 5,9 Korbvorlagen je Turnierspiel erzielt hatte. 2011 gewann Albicy mit Frankreichs A-Nationalmannschaft die Silbermedaille bei der Europameisterschaft und bei der WM 2019 Bronze. Bei den Olympischen Spielen 2020 (ausgetragen 2021) errang er mit Frankreich Silber, Albicy wurde in zwei Spielen eingesetzt, ihn plagte während des Turniers eine Oberschenkelverletzung.
Bei der Europameisterschaft 2022 holte er mit Frankreich die Silbermedaille. Albicy stand 2024 in Paris im Endspiel der Olympischen Sommerspiele. Wie drei Jahre zuvor in Tokio unterlag man den Vereinigten Staaten.